# Sedlečko u Soběslavě
Sedlečko u Soběslavě là một làng thuộc huyện Tábor, vùng Jihočeský, Cộng hòa Séc.